# How Can I Sleep with Your Voice in My Head
How Can I Sleep with Your Voice in My Head es el primer álbum en directo de a-ha, surgido de la idea de grabar todas las actuaciones de la banda durante las seis últimas semanas de su gira de gran éxito Lifelines World Tour. El título del álbum está sacada de una línea de la letra de la canción "The Swing of Things." Fue lanzado en marzo de 2003 en varios países europeos.

## Listado de canciones
1. «Forever Not Yours» – 4:32.
2. «Minor Earth Major Sky» – 5:41.
3. «Manhattan Skyline» – 5:50.
4. «I've Been Losing You» – 4:08.
5. «Crying in the Rain» – 4:55.
6. «The Sun Always Shines on TV» – 5:51.
7. «Did Anyone Approach You» – 4:52.
8. «The Swing of Things» – 5:26.
9. «Lifelines» – 4:36.
10. «Stay on These Roads» – 3:34.
11. «Hunting High and Low» – 5:54.
12. «Take on Me» – 5:42.
13. «The Living Daylights» – 7:31.
14. «Summer Moved On» – 4:41.

CD 2 (edición limitada)
1. «Scoundrel Days» – 5:15.
2. «Oranges on Appletrees» – 4:26.
3. «Cry Wolf» – 3:35.
4. «Dragonfly» – 3:36.
5. «Time and Again» – 5:19.
6. «Sycamore Leaves» – 4:02.
7. «Enhanced Video Track: a-ha Tourbook» – 8:55 (dirigido por Lauren Savoy).

## Realización
a-ha
- Morten Harket: voz.
- Paul Waaktaar-Savoy: voz, guitarras.
- Magne Furuholmen: voz, teclados y guitarras.

Banda de apoyo
- Anneli Drecker: voz.
- Per Lindvall: batería.
- Sven Lindvall: bajo.
- Christer Karlsson: teclados.

Producción
Producido por a-ha.
Grabado por Sven Persson en:
- Arena Leipzig, Leipzig, el 15 de septiembre de 2002.
- Hallenstadion, Zúrich, el 2 de octubre de 2002.
- Le Zénith, París, el 7 de octubre de 2002.
- Heineken Music Hall, Ámsterdam, el 8 de octubre de 2002.
- Wembley Arena, Londres, el 10 de octubre de 2002.

Mezclado por Michael Brauer en Quad recording Studios (Nueva York).
Masterizado por George Marino en Sterling Sound (Nueva York).
Ingeniero de estudio, Oslo: George Tanderø.

## Lanzamiento y recepción
El álbum fue lanzado el 21 de marzo de 2003 en Suiza, el 24 de marzo en Noruega, Alemania, Austria, Dinamarca, Holanda y Suecia y el 25 de marzo de 2003 en Francia. El 24 de marzo salió a la venta también en España, donde la cadena de grandes almacenes Fnac entregada de forma gratuita copias de a-ha: The Videos, un DVD promocional con una selección de vídeos musicales de la banda.
Pese a la originalidad del proyecto y a las diferentes versiones del álbum, How Can I Sleep with Your Voice in My Head es uno de los álbumes menos vendidos de a-ha. Mientras que ningún otro álbum (salvo The Singles 1984-2004) ha bajado nunca del millón de copias, el disco en directo tuvo que conformarse con la cifra de 600.000 unidades.